# Gerhard Stoffert

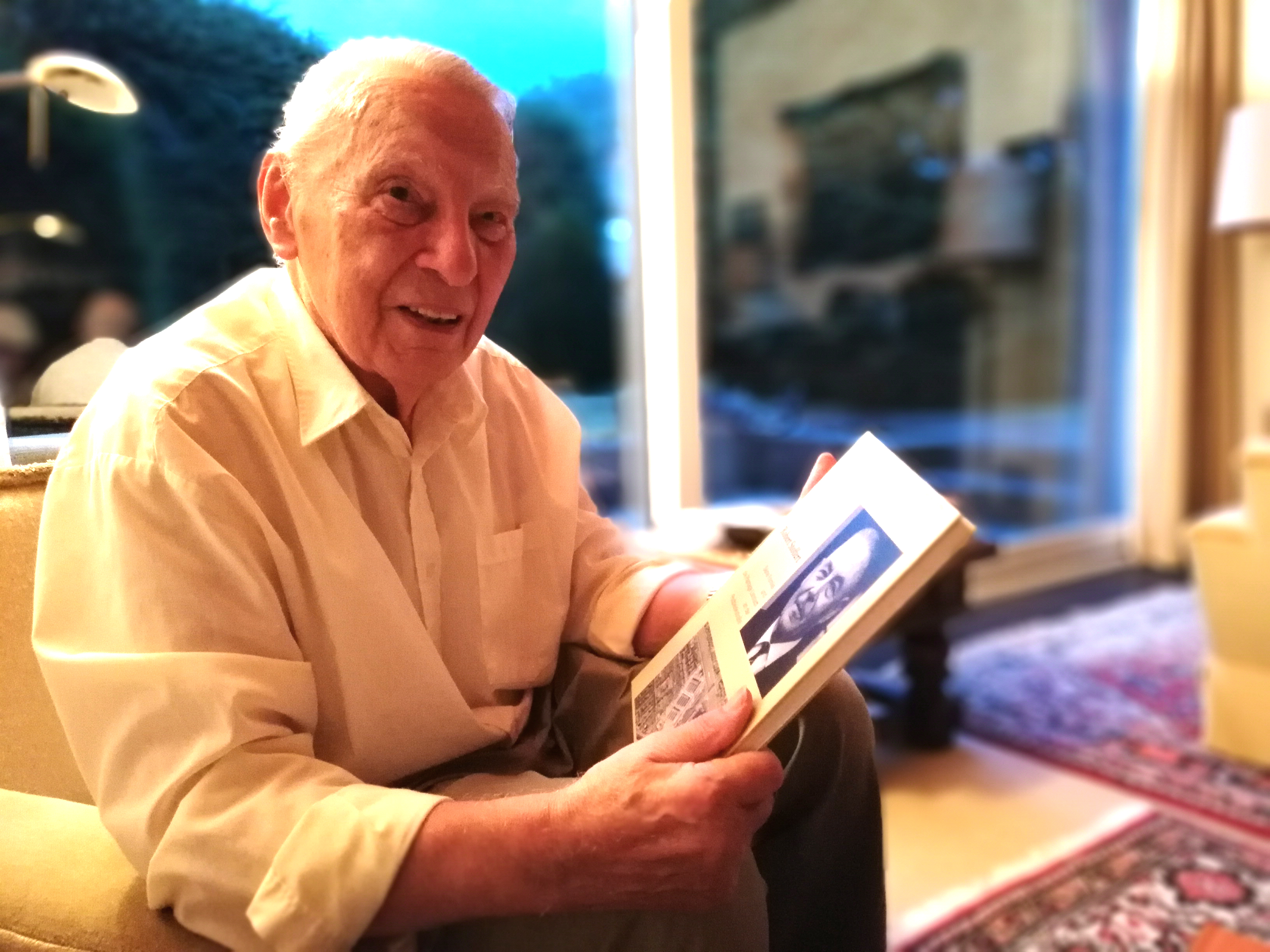
Gerhard Stoffert, 2018

Gerhard Stoffert (* 2. September 1926 in Hannover) ist ein deutscher Professor für Gartenbau und Gartenbauökonomie und Autor von Sachbüchern zur Heimatkunde.

## Leben
Gerhard Stoffert wurde am 2. September 1926 im damaligen Klein-Buchholz als Urenkel von Friedrich Stoffert und Sohn des Gartenbauinspektors Robert Stoffert geboren.
Am 11. Juli 1946 erhielt der unter der Adresse Podbielskistraße 243 wohnhafte Stoffert einen Arbeitsausweis: Der „Ausweis / (Angemeldet beim Arbeitgeber) [...] der Firma Leibniz-schule“ vermerkte seine Beschäftigung als Schüler der Leibnizschule.
Gerhard Stoffert schrieb am 9. Dezember 1958 an der von seinem Vater mitgegründeten Fakultät für Gartenbau und Landeskultur der seinerzeitigen Technischen Hochschule Hannover seine Dissertation unter dem Titel Arbeitszeitaufwand und Arbeitszeitbedarf im Erwerbsgartenbau. Unter besonderer Berücksichtigung der methodischen Probleme. Während seines Studiums in Hannover wurde er Mitglied bei Corps Saxonia Hannover.
Als Professor für Gartenbau und Gartenbauökonomie an die heutige Gottfried Wilhelm Leibniz Universität Hannover berufen, schrieb er nach seiner Emeritierung nach einem Buch zur Historie von Klein-Buchholz ein zweibändiges, fast 1000 Seiten umfassendes Werk eines über den Stadtteil Bothfeld mit dem Titel Von Botvelde 1274 bis Bothfeld 2009.
2013 veröffentlichte Stoffert eine Schrift über seine Vorfahren und Verwandten in dem Buch Robert Stoffert. Seine Familie und die Plantage Liststadt an der Podbielskistraße, in der unter anderem die Geschichten von „8 Generationen Stoffert“ dargestellt werden.

## Karl-Ludwig-Schleich-Weg
In jüngerer Zeit zog Gerhard Stoffert mediales Interesse auf sich, als er sich für eine korrigierende Umbenennung der 1959 in Groß-Buchholz angelegten Karl-Ludwig-Schleich-Straße einsetzte, die Stoffert selbst bewohnt: Der mit der Straßenbenennung geehrte Namensgeber und Mediziner Carl Ludwig Schleich schreibt sich tatsächlich mit C anstatt mit K wie auf dem Straßenschild. Drei Mal stellte Stoffert vergeblich an die Stadt einen Antrag auf eine Umbenennung nach der korrekten Schreibweise des Mediziners. Die Ablehnung der Stadt beruhte auf den hohen Kosten für eine Umbenennung. Zudem erläuterte Stadtsprecher Alexis Demos: „Die Schreibweise des Vornamens orientierte sich bei Straßenbenennung an den gültigen Regeln der Rechtschreibung“, man habe Ende der 1950er Jahre einen Karl grundsätzlich mit „K“ geschrieben, selbst wenn der Namensgeber zu Lebzeiten noch mit „C“ unterschrieben habe.
Immerhin genehmigte die Landeshauptstadt Hannover Gerhard Stoffert, auf eigene Kosten am Straßenschild eine Legendentafel anzubringen mit der Aufschrift

„Carl Ludwig Schleich (1859–1922), Professor, Chirurg und Schriftsteller, Erfinder der Infiltrationsanästhesie (örtliche Betäubung), die die Chloroformnarkose ersetzte.“

## Schriften (Auswahl)
zur Historie:
- Tradition Klein-Buchholz e. V. (Hrsg.): Von den Urzeiten bis zur Gegenwart. Chronik und Heimatbuch Klein-Buchholz mit Lahe. 1. Auflage. Tradition Klein-Buchholz, 2004, ISBN 3-89384-027-3.
- Tradition Klein-Buchholz e. V. (Hrsg.): Altes und Neues aus Klein-Buchholz mit Lahe, 3/4 Meile von Hannover. Heimatbuch. 1. Auflage. Tradition Klein-Buchholz, 2006, ISBN 3-00-019946-2.
- von Botvelde 1274 bis Bothfeld 2009. Chronik und Heimatbuch in zwei Teilen mit 1308 Abbildungen, Hannover: Selbstverlag, 2009
  - Gerhard Stoffert: Teil 1
  - Bernd Sperlich: Teil 2
- Gerhard Stoffert: Bothfeld und Klein-Buchholz mit Lahe. Was uns nach über 100 Jahren noch an diese alten Dörfer (bis 1907) erinnert. Bauwerke bis zum Eingemeindungsjahr 1907. Ein Vademecum für Spaziergänge durch die historischen Dorfstraßen. 1. Auflage. Selbstverlag, Hannover-Klein-Buchholz 2010.
- Gerhard Stoffert: Robert Stoffert. Seine Familie und die Plantage Liststadt an der Podbielskistraße. Selbstverlag, Hannover-Klein-Buchholz 2013; Inhaltsverzeichnis
- Gerhard Stoffert: Es begann am Sedantag 1926, Autobiografie, Zeitgeschichte Stuttgart Verlag 2020. ISBN 978-3-9822296-0-7.